# アスパ高砂
アスパ高砂（アスパたかさご）は、兵庫県高砂市にあるショッピングセンター。イオンリテール株式会社が運営する「イオン高砂店」を核店舗とし、多数の専門店が入居する共同店舗型のショッピングセンターである。
本ショッピングセンターの実質の前身である旧「ジャスコ高砂店」についても本項で述べる。

## 概要
国道250号（明姫幹線）沿いの加古川の西岸近くに立地する。高砂市内のほか、川の対岸の加古川市からの来店客も多い。

### イオン高砂店
「ジャスコ高砂店」として、緑丘1-8にあった旧店舗（後述）の移転の形で本センター開店時から核テナントとして入居し、食料品・衣料品を中心に扱っている。
東播磨地域でイオンリテールが運営する店舗は当店以外に、イオン加古川店・イオン土山店などがある。

## 沿革
小売業の大資本化とモータリゼーションの進行に伴い、大規模商業施設の整備が周辺自治体より立ち遅れた高砂市は1980年代までに、消費者の市外流出という市政課題に直面していた。1988年、高砂市商工会議所は、多くの幹線道路が通る市内北部に新たなショッピングセンターを整備するよう市に提言し、市はこれを受け「高砂市商業活性化専門委員会」を設置して検討に入った。
1996年、市・商工会議所・地元事業者らの出資による第三セクター2社（のち1社に統合）が中小小売商業振興法に基づく商業高度化事業（商店街整備等支援事業）の支援適用を受け、翌年より起工し、1998年6月5日に開店した。

### 年表
- 1998年6月5日[3] - 開店。
- 2011年3月1日 - 中核店舗「ジャスコ高砂店」が屋号を「イオン高砂店」に変更。

## フロア構成
以下のうち1階・2階はイオン高砂店の案内に基づく。
- 1階：イオン高砂店（食料品・日用品・電気製品・薬局・自転車〔イオンバイク〕）、専門店街、フードコート
- 2階：イオン高砂店（衣料品）、イオン直営店舗 - 書籍（未来屋書店）・アミューズメント（モーリーファンタジー）、専門店街
- 3階：会議室[7]、駐車場
- 4階・屋上：駐車場

## 交通アクセス

### 自動車
- 国道250号（明姫幹線）・兵庫県道391号伊保宝殿停車場線 中島交差点南東
- 加古川バイパス 加古川西ランプより 南西へ約3.6キロメートル

### 鉄道・バス
JR宝殿駅、山陽電鉄本線 高砂駅・荒井駅の各駅から
- じょうとんバス 11系統「緑丘」下車

## 旧ジャスコ高砂店
旧ジャスコ高砂店は現在地の南側の兵庫県道391号沿い、山陽新幹線高架南東側にあった。旧店舗の建物は「モリスホームセンター緑丘店」になっている。